# Ormhuvudringar
Ormhuvudringar är ringar från yngre romersk järnålder tillverkade i guld i tre olika storlekar. De största har tolkats som halsringar, en mellanstorlek som armring och slutligen en minsta storlek som tolkats som fingerringar. Ringarna är hittade dels i gravar vilket i huvudsak gäller Danmark medan de svenska ringfynden i huvudsak har varit lösfynd eller depåfynd.

## Halsringar, armringar och fingerringar
Ormhuvudringarna finns i formerna hals-, arm- och fingerringar, och har kategoriserats så på grund av sina variationer i storlek. Tre ormhuvudringar hittades i Badelunda socken Västmanland i en grav med benämningen X i Tuna. Dessa tre ringar varierar i storlek från en diametern på 12,2 cm tolkad som halsring, 7,7 cm tolkad som armring respektive 2,3 cm tolkad som fingerring. En diskussion om de störta ringarna har förekommit. Oscar Montelius menade att de kunde varit huvudprydnader. 1874 hade ingen grav med en sådan ring påträffats. I Varpelev, på Själland nära Himlingøje, hittades en grav med en halsring. Conrad Engelhardt menade att kroppen var förstörd från bröstet och uppåt, att det inte framgick hur ringen burits. Fernstål däremot hävdar att diametern på cirka 1 decimeter avslöjar att ringen sannolikt fungerat som en halsring  För ringarna funna i gravar kan ringens placering på kroppsdel lätt bestämmas eftersom majoriteten av ringarna påträffats runt hals, arm eller finger, exempelvis graven betecknad 1949-2 i Himlingøje, med två armringar och två fingerringar påträffades på respektive kroppsdel.

## Olika typer av ringar

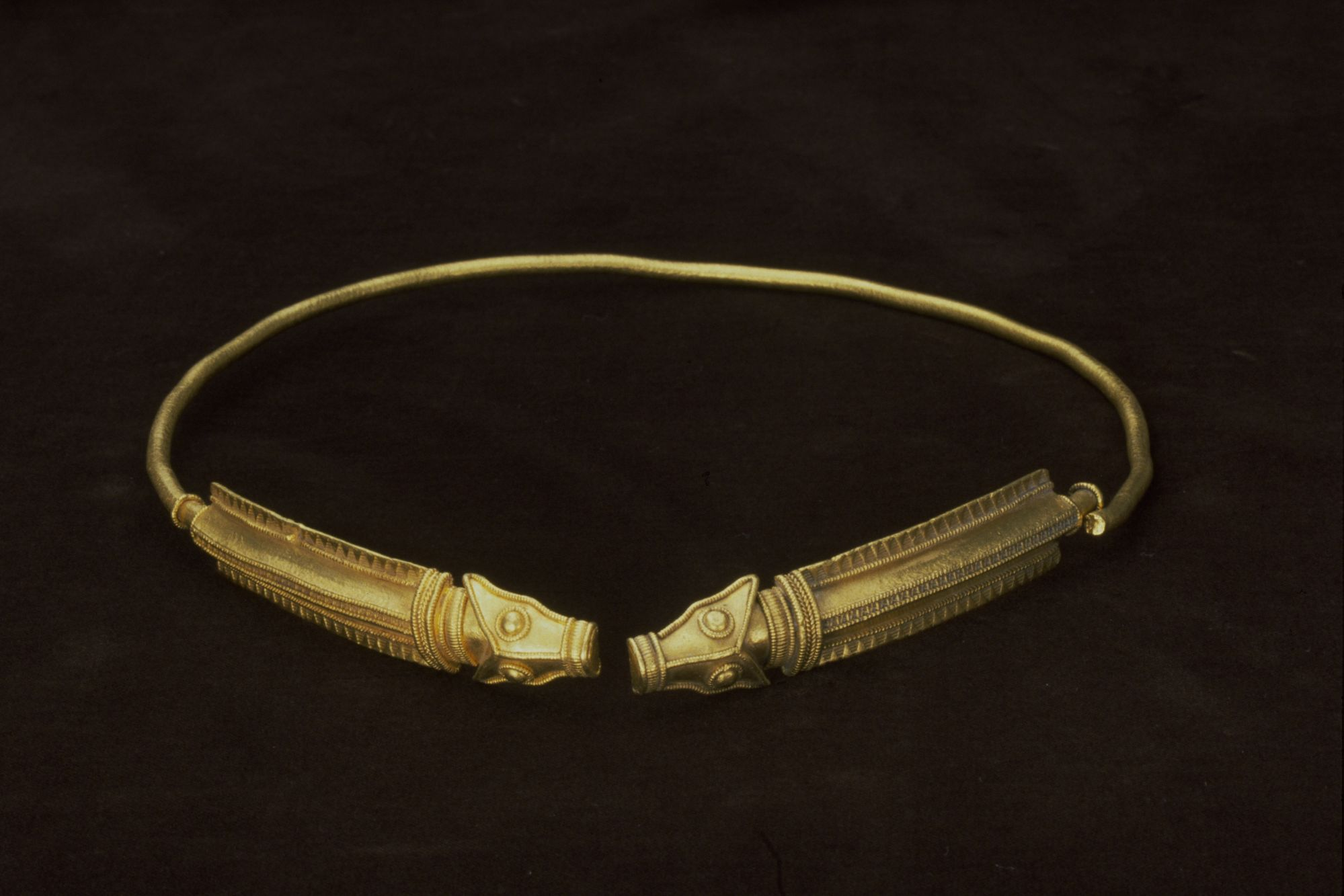
Ormhuvudhalsring i guld från romersk järnålder funnen i Nousis socken Åbo län Finland. Ringen är av typ A enligt Hildebrands typologi

Hildebrand skapade 1874 en typologi med tre typer och den indelningen av materialet används av forskningen än idag. Ringarna av typen hals- och armringar benämndes A, B och C. Denna indelning trodde Hildebrand avspeglade en kronologisk ordningsföljd där A var den äldsta typen av ringarna. Typen A avslutades med de mest naturalistiska djurhuvudena. Typen B representerade den mellersta typen vilken avslutas med stiliserade djurhuvuden, och typen C var den yngsta typen där djurhuvudet ersatts av en ändknopp. Han antog en formutveckling från äldsta typens mest naturalistiska och den yngsta mest stiliserad. Hackman lade till en typ D där ändknoppen helt saknades. (Andersson, 1995, s. 70). Kent Andersson har tillfogat armringstyp döpt till  SvF 350, den utmärks av plastiska och profilerade huvuden med en främre del som är formad likt en sköld. (Andersson, 1995, s. 80).

## Dateringar
Moderna dateringsmetoder visar att den kronologiska ordningsföljden Hildebrand föreslog inte stämmer. Fyndkombinationer av 23 olika ringar, inkluderande gravfynd och depåfynd, visade att de naturalistiska ringarna inte varit äldst samt att de med knoppar inte varit yngst. Utvecklingen har varit den motsatta men inte helt. Resultaten var att typerna B och C användes samtidigt men att ringar av typ C med knoppar användes under längre tid än ringar av typ B med stiliserade huvuden. Resultatet är osäkert då bara ett daterat gravfynd med en ring typ B och sex stycken av typ C är underlag för dateringen. Dateringen visade att samtliga hals- och armringar kan tidsfästas till period C1b-C2 av den romerska järnåldern. Kronologin inom järnålder sätter förromersk järnålder som period A medan romersk järnålder indelas i äldre romersk järnålder med beteckningen B. Yngre romersk järnålder betecknas med C och underperioden C1b motsvarar åren 210/220 till 250/260 och C2 motsvarar 250/260 till 320. Ormhuvudringarna användes således under ungefär en hundraårsperiod från 210 till 320 e. Kr.

## Geografisk spridning
Ormhuvudringarnas förekommer främst i skandinaviska området. I Sverige är fynden främst  koncentrerade till Öland och Gotland, men även Småland, Västmanland Västergötland är representerade och några är funna i Skåne. I Skåne har fyra ormhuvudringar hittats. Av dessa är två av typen C, en hittad som lösfynd i  Naffentorp, i Bunkeflo. och en vid jordbruksarbete i Eskilstorp, Vittskövle. Vittskövle by i samma socken har  en ring klassificerad som typ SvF 350. Ringarna från Vittskövle är troligen funna i samma områden av en mossmark och var delar av en depå. Den fjärde ringen kommer från Stenestad i Svalöv och är av A-typ med naturalistiskt ormhuvud. I dagens Danmark har de flesta hittats på östra Själland i Stevnsområdet men några har hittats på norra Jylland, Bornholm och Fyn. Två ringar har hittats i Finland en hel halsring och ett fragment. I Norge har några exemplar hittats i Rogaland och Hordaland.
Bara några få ormhuvudringarna har påträffats utanför det skandinaviska området. I Tyskland Erfurt, Magdeburg och Cottbus, och en armring är funnen i Osieck, Polen. Utbredningen av hals- och armringar av typ A-, B och C och SvF 350 har störst koncentration på Öland och Gotland. Fingerringarna främst av typ 39 har mestadels hittats på sydvästra Själland, medan typerna 40-41  har en mera spridd förekomst över nuvarande Danmark. I Sverige längs kusten i väster och söder i södra halvan av landet.

## Fynd och fyndsammanhang
Nedanstående tabell visar hals- och armringar (typ A-C) De är sammanställda från Ulla  Lund Hansens kataloger  men med hjälp av Ethelberg och Fernstål utifrån geografisk region och typ av Emma Törnblad. Den bygger på en katalog hon upprättat och som hon publicerar sist i sin uppsats. Hennes katalog är inte fullständig och omfattar alltså inte hela materialet. Resultatet visar att Sverige står för över hälften av samtliga funna ringar med Danmark på andra plats med mindre än hälften av Sveriges fyndmängd. Lösfynd är något större i kvantitet och gravfunna ringar har framför allt hittats i Danmark medan de är ovanliga i Sverige. 18 ringar av de 62 var gravfynd men bara ett kommer från Sverige graven från Tuna i Badelunda. Birgit Arrhenius har tolkat ringarnas ursprung som en germanskt övertagande av den romerska arméns sed att belöna krigsmanskapet med guldringar. Om ringarna varit en personlig gåva är det svårt att förstå varför de inte påträffas i gravar, något som endast skett i ett fall i Sverige. Dessutom visar materialet att ormhuvudringarna inte är förknippade med enbart män, vilket det svenska gravexemplet, kvinnograven i Tuna, Badelunda socken, i Västmanland är ett bevis på.

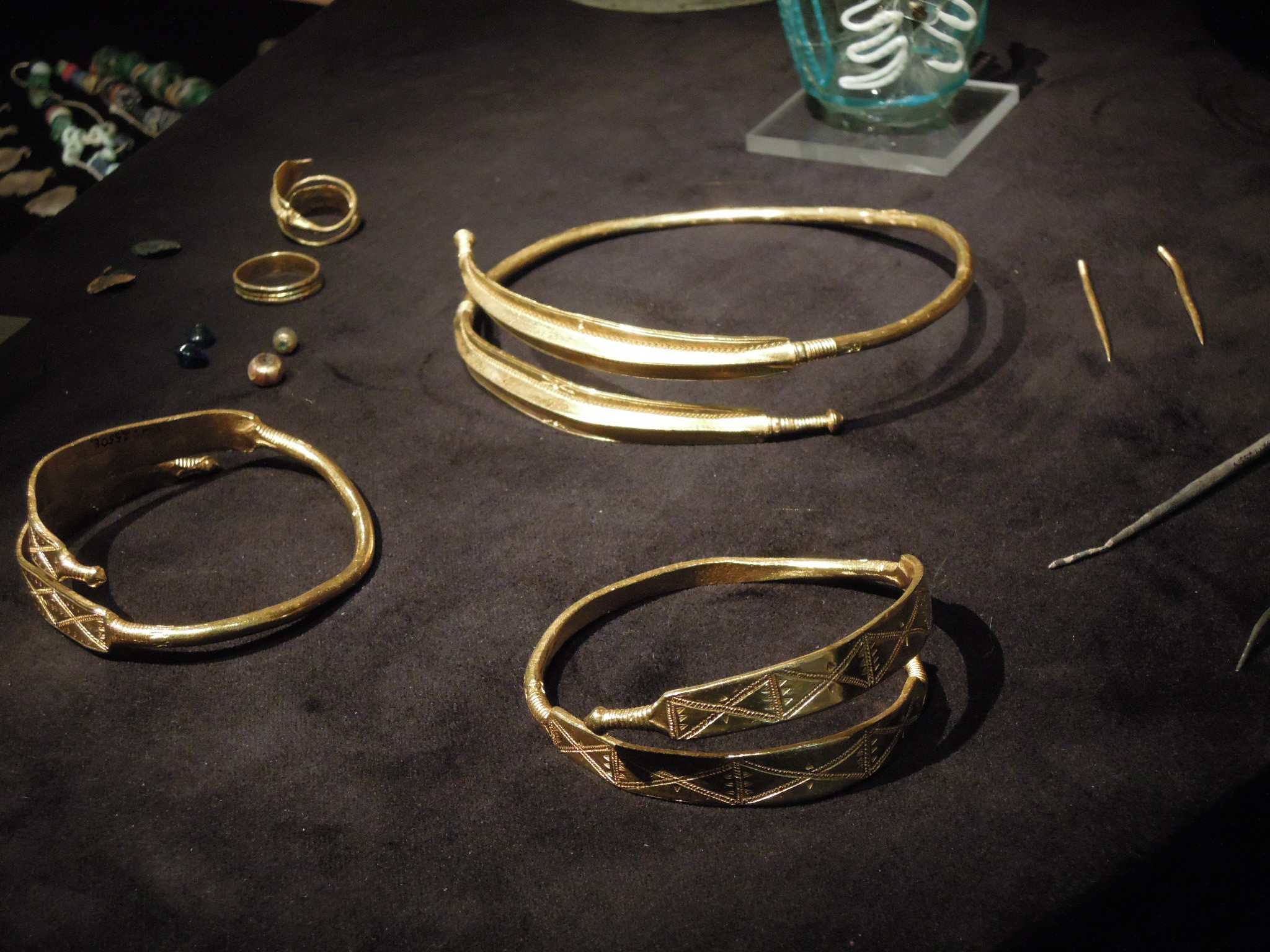
Ormhuvudring från kvinnograven X Tuna, Badelunda i Västmanland

Typ C verkar vara den vanligaste ringtypen av samtliga hals- och armringar, och odefinierade typer hamnar på andra plats med 9 föremål. Samma sak gäller för perioder ringarna har dateras till där ringar blivit daterade till övergången mellan två olika tidsperioder. Majoriteten av de gravfunna ringarna saknar information för den gravlagdes kön men det är fullt klart att ringen förekommer i både mans och kvinnogravar. Samtliga större ringar för hals eller arm verkar vara gjorda av guld medan fingerringar i silver och brons förekommer. 
| Land | % av totalt hittade ringar | Antal hittade ringar                   | Kommentar                                  |
| --- | -------------------------- | -------------------------------------- | ------------------------------------------ |
| Alla länder | 100 %                      | 62                                     |                                            |
| 1. Indelning av ringarna i typ utan inordning på olika nationer                                                                                            |                            |                                        |                                            |
| Typ A Naturalistiskt ormhuvud | 3 %                        | 2 (3 ringar har klassificerat son A/B) |                                            |
| Typ B Stiliserat djurhud | 8 %                        | 5                                      |                                            |
| Typ C Stiliserad med knopp | 68 %                       | 42 (1 ring har klassificerats som B/C) |                                            |
| Obestämda till typ | 14 %                       | 9                                      |                                            |
| 2. Ringar efter fyndsammanhang |                            |                                        |                                            |
| Grav | 29 %                       | 18                                     | 3 i Grav X Tuna Badelunda resten i Danmark |
| Lösfynd | 32 %                       | 20                                     | Oklar gräns mellan lösfynd och depåer      |
| Depåfynd | 21 %                       | 13                                     | Oklar gräns mellan lösfynd och depåer      |
| Depå av typ vapenoffer | 14                         | 8                                      | 7 i Skedemosse, 1 Thorsbjerg               |
| Okänt | 5 %                        | 3                                      |                                            |
| Ringarna efter nutida land de hittats i |                            |                                        |                                            |
| Sverige | 60 %                       | 37                                     |                                            |
| Danmark | 19 %                       | 12                                     |                                            |
| Norge | 3 %                        | 2                                      |                                            |
| Finland | 6 %                        | 4                                      |                                            |
| Tyskland | 5 %                        | 3                                      |                                            |
| Polen | 2 %                        | 1                                      |                                            |
| Ungern | 5 %                        | 3                                      |                                            |
| Källa: Emma Törnblad: Ormhuvudringar - en analys av det sociala symbolspråket i relation till formgivning, fyndkontext och hantverk Lunds Universitet 2017 |                            |                                        |                                            |

## Fingerringar
Fingerringar av typerna  39-41 visas utifrån geografisk region i tabell under. Danmark har hälften av alla fynd av fingerringar. Sverige har näst flest men betydligt färre än Danmark.
| Land        | % av totala antalet | Antal fynd |  |
| ----------- | ------------------- | ---------- |  |
| Alla länder | 100 %               | 94         |  |
| Danmark     | 59 %                | 55         |  |
| Sverige     | 17 %                | 16         |  |
| Tyskland    | 12 %                | 11         |  |
| Norge       | 10 %                | 9          |  |
| Finland     | 1 %                 | 1          |  |
| Estland     | 1 %                 | 1          |  |
| Tjeckien    | 1 %                 | 1          |  |

## Tolkningar av fynden
Den variation i olika storlekar som ormhuvudringarna uppvisar har av flera forskare satts i relation till sociala hierarkier i det skandinaviska samhället (Lund Hansen 1995, Ethelberg 2000, Andersson 1993/1995,Holten 1989, Bente Magnus 2002). Ringarna har tolkats som tillhörande den sociala eliten. De har påträffats tillsammans med föremål som också knutits till samhällets  översta skikt, i gravar, på boplatser eller som lösfynd. Föremål av romerska import och andra föremål i ädelmetal har ofta hittats med dessa ringar.Lund Hansen och Ethelberg  har båda konstruerat systematiska modeller som enligt dem förklarar ormhuvudringarnas sociala betydelse i en hierarkisk statuspyramid.
Lund Hansens utgick från gravfältet i Himlingøje. På gravfältet hittades gravar med kolbenarmringar och ormhuvudarmringar i något fall i samma grav. Hon menade att dessa individerna varit av samma  släkt och aristokratisk rang. Materialet med ormhuvudringarna ordnade hon i olika statusgrupper vilka hon baserade på fyndinnehållet i de olika gravarna. De gravlagda tilldelades en plats och en sociala identitet i ett hierarkiskt system,  
Ethelbergs analys använde ormhuvudringarna och kolbenarmringarna för att förstå ett hierarkiskt samhällssystem i Danmark. Han delar samhället i sex grupper där kungen representerade av graven med en kolbenring. Hans tolkningar hade enbart material från danska Själland som grund. Han ville förklara hur Själlands äldsta kungarike hade tillkommit genom den politiska och militära makten utformning.